# Boyanka Angelova
Boyanka Angelova (en búlgaro, Боянка Ангелова) es una ex gimnasta rítmica búlgara nacida en Sofía el 28 de octubre de 1994. Se formó en el club CSKA de Sofía de gimnasia rítmica.
Sus ejercicios se caracterizaban por una gran elasticidad y un elevado nivel de complejidad y riesgo que realizaba ya con 13 años.
En 2008 ganó una medalla de plata en la final de pelota de categoría juvenil de campeonato de Europa de Turín. El video de su actuación se convirtió en 2013 en viral en YouTube.
En el año 2010 dejó de competir por una lesión crónica en la columna vertebral.